# TheTVDB
TheTVDB.com é um banco de dados em comunidade sobre programas de televisão. Todos os conteúdos e imagens do site são contribuição de usuários do próprio site; ele usa moderação na edição para manter seus próprios padrões. A base de dados é de código aberto sob a licença GNU General Public License.

## Proposta
Seu objetivo é a fonte completa de precisa de informações sobre séries de TV de várias línguas e países. Ele oferece um repositório de imagens de séries, temporadas e imagens de episódios que podem ser utilizadas em vários tipos de programas de media centers para obter uma experiência visual na interface mais atraente.

## Aplicações
O site possui uma API JSON completa que permite a outros softwares e sites usem essas informações. A API é atualmente utilizada pelo add-in myTV para o Widows Media Center, Kodi (anteriomente XBMC); Plex; e pelos plugins meeTVshows e TVNight para o Meedio (um gravador digital adquirido pelo Yahoo.com); pelo plugin MP-TVSeries para MediaPortgal, Numote (aplicativo para iPhone/Android e para dispositivos set-top boxes), e mais.
O site de guia da TV, TV Time usa o banco de dados do site TheTVDB como código fonte para todos seus programas e descriçõs de episódios nele.